# Torneo di Wimbledon 1934
Il Torneo di Wimbledon 1934 è stata la 54ª edizione del Torneo di Wimbledon e terza prova stagionale dello Slam per il 1934. Si è giocato sui campi in erba dell'All England Lawn Tennis and Croquet Club di Wimbledon a Londra, in Gran Bretagna. Il torneo ha visto vincitore nel singolare maschile il britannico Fred Perry, che ha sconfitto in finale in tre set l'australiano Jack Crawford con il punteggio di 6–3 6–0 7–5. Nel singolare femminile si è imposta la statunitense Dorothy Round Little, che ha battuto in finale in tre set la connazionale Helen Hull Jacobs. Nel doppio maschile hanno trionfato George Lott e Lester Stoefen; il doppio femminile è stato vinto dalla coppia formata da Simonne Mathieu e Elizabeth Ryan e nel doppio misto hanno vinto Dorothy Round Little con Ryuki Miki.

## Risultati

### Singolare maschile
Fred Perry ha battuto in finale  Jack Crawford con il punteggio di 6–3 6–0 7–5.

### Singolare femminile
Dorothy Round Little ha battuto in finale  Helen Hull Jacobs con il punteggio di 6–2, 5–7, 6–3.

### Doppio maschile
George Lott /  Lester Stoefen hanno battuto in finale  Jean Borotra /  Jacques Brugnon con il punteggio di 6–2, 6–3, 6–4.

### Doppio femminile
Simonne Mathieu /  Elizabeth Ryan hanno battuto in finale  Dorothy Andrus /  Sylvie Jung Henrotin con il punteggio di 6–3, 6–3.

### Doppio misto
Dorothy Round /  Ryuki Miki hanno battuto in finale  Dorothy Shepherd Barron /  Bunny Austin con il punteggio di 3–6, 6–4, 6–0.